# ジム・キャリー

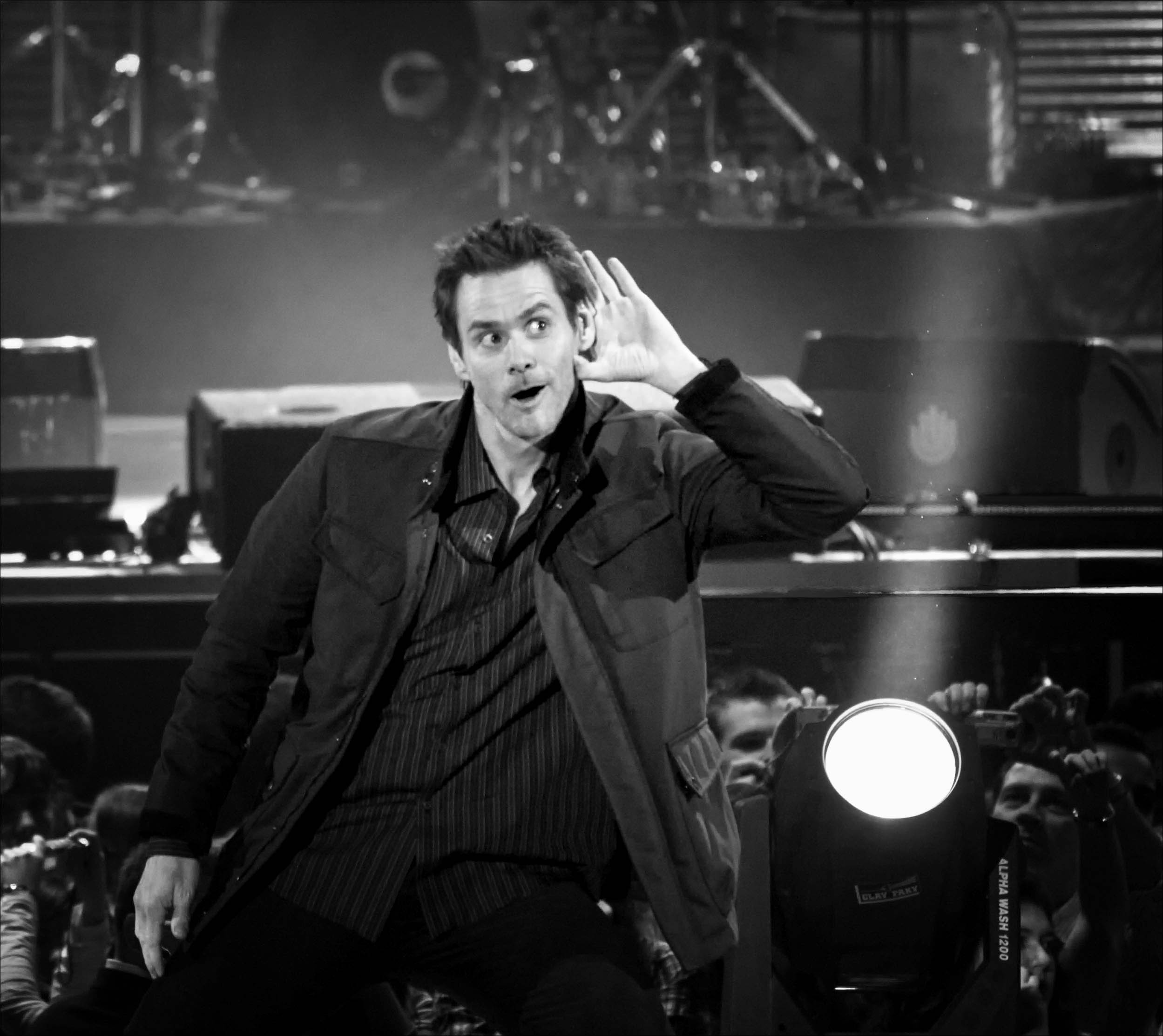
2008年

ジム・キャリー（英: Jim Carrey）、本名 ジェームス・ユージーン・キャリー（英: James Eugene Carrey、1962年1月17日 - ）は、カナダ・オンタリオ州出身の俳優、コメディアン、漫画家、絵本作家。コメディ映画での存在感から「コメディ王」とも呼ばれている。

## 来歴
父はフランス系で、祖先の苗字は Carré（カレ）。母はスコットランド系。カトリック教徒の家庭で育つ。兄と二人の姉をもつ、4人兄妹の末っ子。
子供の頃からコメディアンになることを夢見ており、バーリントン (オンタリオ州)の高校を中退して15歳で地元のコメディ・クラブの舞台に立つようになった。19歳でアメリカに移り、スタンダップ・コメディの舞台を経て、『ザ・トゥナイト・ショー』『サタデー・ナイト・ライブ』『ダックファクトリー』『イン・リビング・カラー』など多くのコメディ番組に出演した後、1984年に映画デビューした。
その柔軟性のある体と顔をフルに使っての演技が受け、1994年には初めて主演した『エース・ベンチュラ』が大ヒットした後に『マスク』もヒットし、コメディ俳優としてトップに立った。かつては下品で単調な顔芸喜劇役者と言われ、キャリーを嫌う者も少なくなかったが、40代以降はコメディ以外にも出演し、演技の幅を広げている。
アカデミー賞には縁がなく、『トゥルーマン・ショー』（1998年）、『マン・オン・ザ・ムーン』（1999年）で2年連続ゴールデングローブ賞主演男優賞を受賞しながらも、その年のアカデミー賞ではノミネートすらされなかった。
2014年、アイオワ州フェアフィールドのマハリシ経営大学で卒業式の演説を行い、コメディアン、アーティスト、作家、慈善家としての業績が評価され、名誉博士号を授与された。

## 私生活
1987年にメリッサ・ウォーマーと結婚し、娘ジェーンをもうけるが1996年に離婚。1997年に女優のローレン・ホリーと再婚したが、8ヵ月後に別れている。モデル・女優のジェニー・マッカーシーとは2010年4月まで事実婚関係にあった。マッカーシーには自閉症の息子がおり、彼女とともに自閉症についての啓蒙活動を行っていた。
近年では俳優業のほかに、子供向けの絵本も出版している。また、2017年8月ごろから、Twitter上でドナルド・トランプなどの保守派政治家を揶揄した自作の風刺漫画をよく投稿していた。
2004年にアメリカの市民権を取得した。
クリント・イーストウッドを尊敬し、『ダーティハリー5』と『ピンク・キャデラック』に出演しただけでなく顔真似・声真似も行い、出世作『マスク』では『ダーティハリー』の再現がみられる。エルヴィス・プレスリーの声真似も複数作品で演じている。2020年アメリカ合衆国大統領選挙に伴い、ジョー・バイデンの扮装で『サタデー・ナイト・ライブ』に出演した。

### ミャンマー民主化支援
ミャンマーの軍事政権は世界でもっとも多数のこどもたちを兵士として使役し、ミャンマー東部の約3000の村を破壊し多数の難民を生み出しているとして、ノーベル賞受賞者であるアウンサンスーチーを支援し、ミャンマーの人々を軍政による圧政から解放するよう呼びかけている。

## フィルモグラフィ

### 映画

#### 劇場公開映画
| 年   | 題名                                                                                              | 役名                                                    | 備考                                                    | 吹き替え                                                              |
| ---- | ------------------------------------------------------------------------------------------------- | ------------------------------------------------------- | ------------------------------------------------------- | --------------------------------------------------------------------- |
| 1981 | ラバーフェイス Rubberface                                                                         | トニー・マロニー                                        | 日本劇場未公開                                          | （吹き替え版なし）                                                    |
| 1984 | マネーハンティングUSA 500万ドルを追いかけろ Finders Keepers                                       | レーン・ビドルコフ                                      | 日本劇場未公開                                          | （吹き替え版なし）                                                    |
| 1985 | ワンス・ビトゥン 恋のチューチューバンパイア Once Bitten                                           | マーク・ケンドル                                        |                                                         | 高木渉                                                                |
| 1986 | ペギー・スーの結婚 Peggy Sue Got Married                                                          | ウォルター・ゲッツ                                      | 大塚芳忠                                                |                                                                       |
| 1988 | ダーティハリー5 The Dead Pool                                                                     | ジョニー・スクエアーズ（ロック歌手）                    | 島田敏                                                  |                                                                       |
| 1988 | ボクの彼女は地球人 Earth Girls Are Easy                                                           | ウィプロック                                            | VHSパッケージでは「ジム・カーリー」表記                 | 三ツ矢雄二                                                            |
| 1989 | ピンク・キャデラック Pink Cadillac                                                                | ラウンジのエンターテイナー                              |                                                         | 林一夫（ソフト版） 不明（TBS版） 不明（機内上映版）                   |
| 1991 | ジム・キャリーINハイ・ストラング High Strung                                                      | 悪魔                                                    | 日本劇場未公開、クレジットなし                          |                                                                       |
| 1994 | エース・ベンチュラ Ace Ventura: Pet Detective                                                     | エース・ベンチュラ                                      | 兼脚本 第15回ゴールデンラズベリー賞最低新人賞ノミネート | 江原正士（ソフト版） 山寺宏一（スターチャンネル版）                   |
| 1994 | マスク The Mask                                                                                   | スタンリー・イプキス                                    |                                                         | 山寺宏一（ソフト版、日本テレビ版、機内上映版1） 島田敏（機内上映版2） |
| 1994 | ジム・キャリーはMr.ダマー Dumb & Dumber                                                           | ロイド・クリスマス                                      | 山寺宏一                                                |                                                                       |
| 1995 | バットマン フォーエヴァー Batman Forever                                                          | エドワード・ニグマ / リドラー                           | 島田敏（ソフト版） 古川登志夫（テレビ朝日版）           |                                                                       |
| 1995 | ジム・キャリーのエースにおまかせ! Ace Ventura: When Nature Calls                                  | エース・ベンチュラ                                      | 江原正士                                                |                                                                       |
| 1996 | ケーブルガイ The Cable Guy                                                                        | ケーブルガイ（チップ・ダグラス）                        | 江原正士                                                |                                                                       |
| 1997 | ライアー ライアー Liar Liar                                                                       | フレッチャー・リード                                    | 山寺宏一（VHS・DVD版） 高木渉（BD版）                   |                                                                       |
| 1998 | トゥルーマン・ショー The Truman Show                                                              | トゥルーマン・バーバンク                                | ゴールデングローブ主演男優賞受賞（ドラマ部門）          | 堀内賢雄（ソフト版） 宮本充（フジテレビ版）                           |
| 1998 | サイモン・バーチ Simon Birch                                                                      | ジョー・ウェントワース（大人）                          |                                                         | 森田順平                                                              |
| 1999 | マン・オン・ザ・ムーン Man on the Moon                                                            | アンディ・カウフマン                                    | ゴールデングローブ主演男優賞受賞（コメディ部門）        | 山寺宏一                                                              |
| 2000 | ふたりの男とひとりの女 Me, Myself & Irene                                                         | チャーリー・ベイリーゲイツ / ハンク・エバンズ           |                                                         | 藤原啓治                                                              |
| 2000 | グリンチ Dr. Seuss' How the Grinch Stole Christmas                                                | グリンチ                                                | 山寺宏一（ソフト版、NHK版）                             |                                                                       |
| 2001 | マジェスティック The Majestic                                                                     | ピーター・アプルトン / ルーク・トリンブル               | 森田順平                                                |                                                                       |
| 2003 | ブルース・オールマイティ Bruce Almighty                                                           | ブルース・ノーラン                                      | 山寺宏一                                                |                                                                       |
| 2004 | エターナル・サンシャイン Eternal Sunshine of the Spotless Mind                                    | ジョエル・バリッシュ                                    | 松本保典                                                |                                                                       |
| 2004 | レモニー・スニケットの世にも不幸せな物語 Lemony Snicket's A Series of Unfortunate Events          | オラフ伯爵                                              | 山寺宏一                                                |                                                                       |
| 2005 | ディック&ジェーン 復讐は最高! Fun with Dick and Jane                                              | ディック・ハーパー                                      | 山寺宏一                                                |                                                                       |
| 2007 | ナンバー23 The number 23                                                                          | ウォルター・スパロウ / フィンガリング                   | 山寺宏一                                                | 第28回ゴールデンラズベリー賞最低主演男優賞ノミネート                  |
| 2008 | ホートン/ふしぎな世界のダレダーレ Horton Hears a Who!                                             | ホートン                                                | 声の出演                                                | 森川智之                                                              |
| 2008 | イエスマン “YES”は人生のパスワード Yes Man                                                        | カール・アレン                                          |                                                         | 山寺宏一                                                              |
| 2008 | ブルーオアシスIII 3D Under the Sea 3D                                                             | ナレーター                                              | 磯部弘                                                  |                                                                       |
| 2009 | Disney's クリスマス・キャロル A Christmas Carol                                                   | エベニザー・スクルージ クリスマスの霊など               | 山寺宏一                                                |                                                                       |
| 2010 | フィリップ、きみを愛してる! I Love You Phillip Morris                                             | スティーヴン・ラッセル                                  | 藤原啓治                                                |                                                                       |
| 2011 | 空飛ぶペンギン Mr. Popper's Penguins                                                              | トム・ポッパー                                          | 日本劇場未公開                                          | 山寺宏一                                                              |
| 2013 | 俺たちスーパーマジシャン The Incredible Burt Wonderstone                                          | スティーブ・グレイ                                      |                                                         | （吹き替え版なし）                                                    |
| 2013 | キック・アス/ジャスティス・フォーエバー Kick-Ass 2                                                | サル・バートリーニ / スターズ・アンド・ストライプス大佐 | 山寺宏一                                                |                                                                       |
| 2013 | 俺たちニュースキャスター 史上最低!?の視聴率バトルinニューヨーク Anchorman 2: The Legend Continues | Scott Riles                                             | 日本劇場未公開、クレジットなし                          | （吹き替え版なし）                                                    |
| 2014 | 帰ってきたMr.ダマー バカMAX! Dumb and Dumber To                                                   | ロイド・クリスマス                                      |                                                         | 山寺宏一                                                              |
| 2016 | ダーク・クライム Dark Crimes                                                                      | タデック                                                | 西垣俊作                                                |                                                                       |
| 2020 | ソニック・ザ・ムービー Sonic the Hedgehog                                                         | ドクター・ロボトニック                                  | 山寺宏一                                                |                                                                       |
| 2022 | ソニック・ザ・ムービー/ソニック VS ナックルズ Sonic the Hedgehog 2                                | ドクター・ロボトニック                                  | 山寺宏一                                                |                                                                       |
| 2024 | ソニック×シャドウ TOKYO MISSION Sonic the Hedgehog 3                                              | ドクター・ロボトニック ジェラルド・ロボトニック         | 山寺宏一                                                |                                                                       |

#### テレビ映画
| 年   | 題名                                                             | 役名                 | 吹き替え           |
| ---- | ---------------------------------------------------------------- | -------------------- | ------------------ |
| 1983 | ジム・キャリーのスキーでヤッホー大作戦! Copper Mountain          | ボビー・トッド       | （吹き替え版なし） |
| 1989 | 私立探偵マイク・ハマー3 殺しの賭け Mike Hammer: Murder Takes All | ブラッド・ペータース | （吹き替え版なし） |
| 1992 | ジム・キャリーinロングウェイ・ホーム Doing Time on Maple Drive   | ティム・カーター     | 山寺宏一           |

#### WEB配信映画
| 年   | 題名                                                                                            | 役名       | 配信局  | 備考                 |
| ---- | ----------------------------------------------------------------------------------------------- | ---------- | ------- | -------------------- |
| 2016 | マッドタウン The Bad Batch                                                                      | ハーミット | Netflix |                      |
| 2017 | ジム&アンディ Jim & Andy: The Great Beyond                                                      | 本人       | Netflix | ドキュメンタリー映画 |
| 2022 | ダーティー・ダディ: ボブ・サゲットに捧ぐメモリアルスペシャル Dirty Daddy: The Bob Saget Tribute | 本人       | Netflix | ドキュメンタリー映画 |

### テレビシリーズ

#### テレビドラマ
| 年               | 題名                                         | 役名                           | 備考                                  | 吹き替え |
| ---------------- | -------------------------------------------- | ------------------------------ | ------------------------------------- | -------- |
| 1992             | セサミストリート Sesame Street               | Mr. Funny Man                  | Episode: "3023"                       | 大川透   |
| 1996, 2011, 2014 | サタデー・ナイト・ライブ Saturday Night Live | 本人（ホスト）                 | 計3話出演                             | N/A      |
| 2003             | The Larry Sanders Show                       | 本人                           |                                       | N/A      |
| 2011             | The Office                                   | The Fingerlakes Guy            | 第7シーズン第24話「Search Committee」 |          |
| 2012             | 30 ROCK/サーティー・ロック 30 Rock           | デイヴ・ウィリアムス           | 第6シーズン第9話「Leap Day」          |          |
| 2018-2020        | Kidding                                      | Jeff Piccirillo / Jeff Pickles | 計20話出演 兼製作総指揮               | N/A      |
| 2020             | サタデー・ナイト・ライブ Saturday Night Live | ジョー・バイデン               | 計6話出演                             | N/A      |

#### WEB配信ドラマ
| 年   | 題名                                                                          | 役名 | 配信局  | 備考                   |
| ---- | ----------------------------------------------------------------------------- | ---- | ------- | ---------------------- |
| 2019 | サインフェルド: ヴィンテージカーでコーヒーを Comedians in Cars Getting Coffee | 本人 | Netflix | トークショー 計1話出演 |

## 日本語吹き替え
主に山寺宏一が現在まで大半の作品を担当しており、フィックスとなっていることで知られている。
また、山寺は2019年のインタビューにおいて、『おはスタ』の取材を通じてキャリーと一度対面を果たしたことを明かしている。
対面の際は共演者のレイモンド・ジョンソンが通訳を務め、お互いに『マスク』の原語版と日本語吹替版（ソフト版）のセリフを披露し合う一幕もあったという。
山寺のほかにも、過去に江原正士、島田敏、藤原啓治、高木渉、森田順平なども複数回、声を当てたことがある。

## 受賞歴
- 1998年『トゥルーマン・ショー』にてゴールデングローブ賞 主演男優賞 (ドラマ部門)を受賞。
- 1999年『マン・オン・ザ・ムーン』にてゴールデングローブ賞 主演男優賞 (ミュージカル・コメディ部門)を受賞。